# Luis Alonso
Luis Alonso fue un pintor español.
Fue discípulo de la Escuela de Bellas Artes de Canarias.
En la exposición provincial celebrada en el año 1862 en las ciudad de Las Palmas, presentó cuatro aguadas que representaban Un país con vacas, Costumbres andaluzas, La familia de un pescador y Costumbres napolitanas. Le merecieron una mención honorífica.